# Louis Vert
Pour les articles homonymes, voir Vert (homonymie).
Louis Vert, né le 5 septembre 1865 à Paris 4e et mort en octobre 1924 à Épluches (aujourd’hui Saint-Ouen-l'Aumône), est un imprimeur et un photographe français.

## Biographie
Fils de Joseph Vert, typographe, et de Marie Tourtet, son épouse, Louis Vert naît à Paris en 1865. Il devient imprimeur.
Comme son contemporain Eugène Atget, il est principalement connu pour ses clichés représentant Paris et ses petits métiers. Certains sont d'ailleurs conservés au musée Carnavalet, qui couvre l'histoire de Paris.
Il meurt en octobre 1924 à Épluches et est inhumé le 13 octobre 1924 au cimetière du Père-Lachaise, 4e division. Son décès et ses obsèques sont annoncés dans le journal L'Œuvre, qui le présente comme « le père [d'un de ses] collaborateur[s] ».

## Galerie

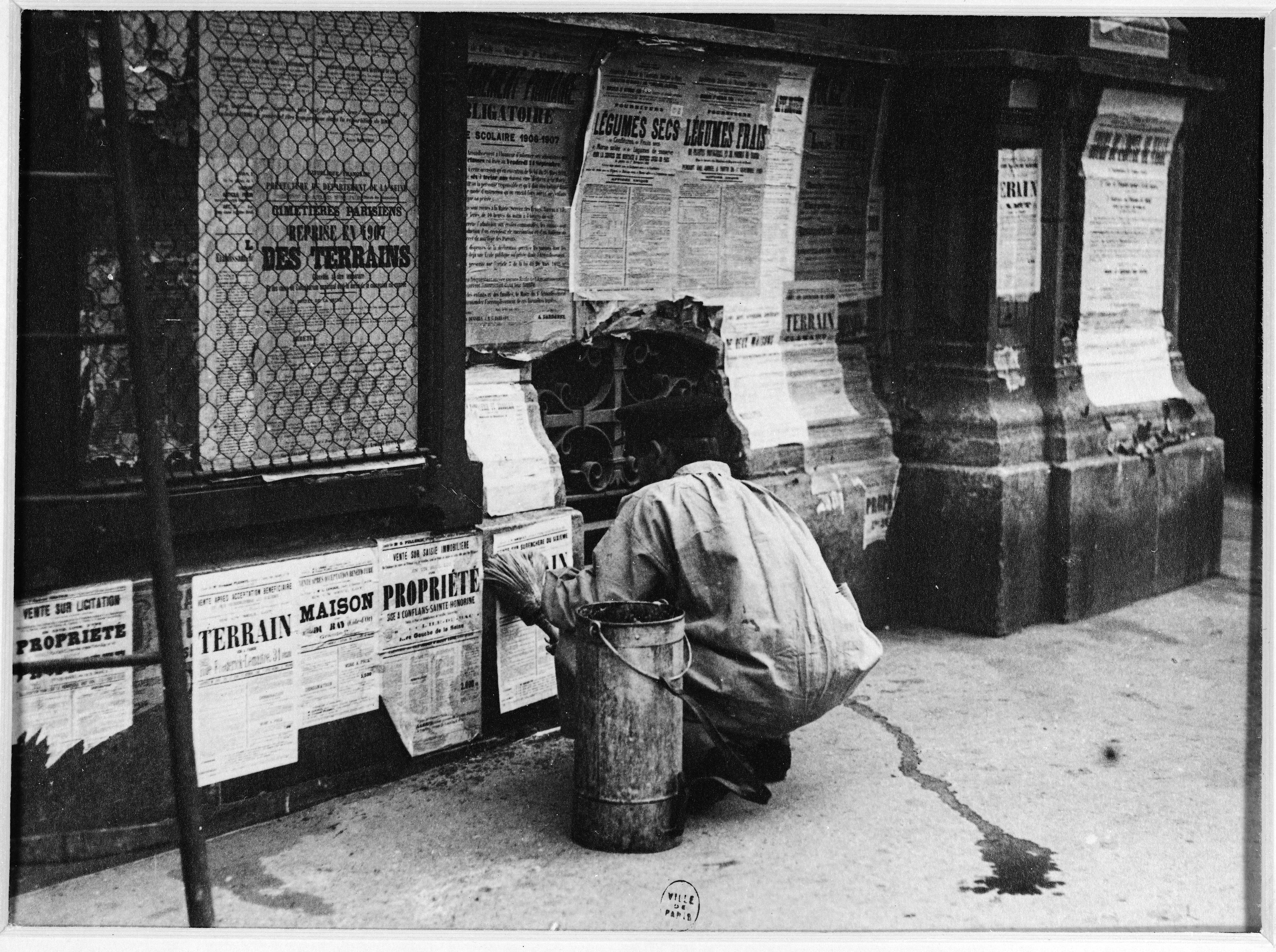
Afficheur
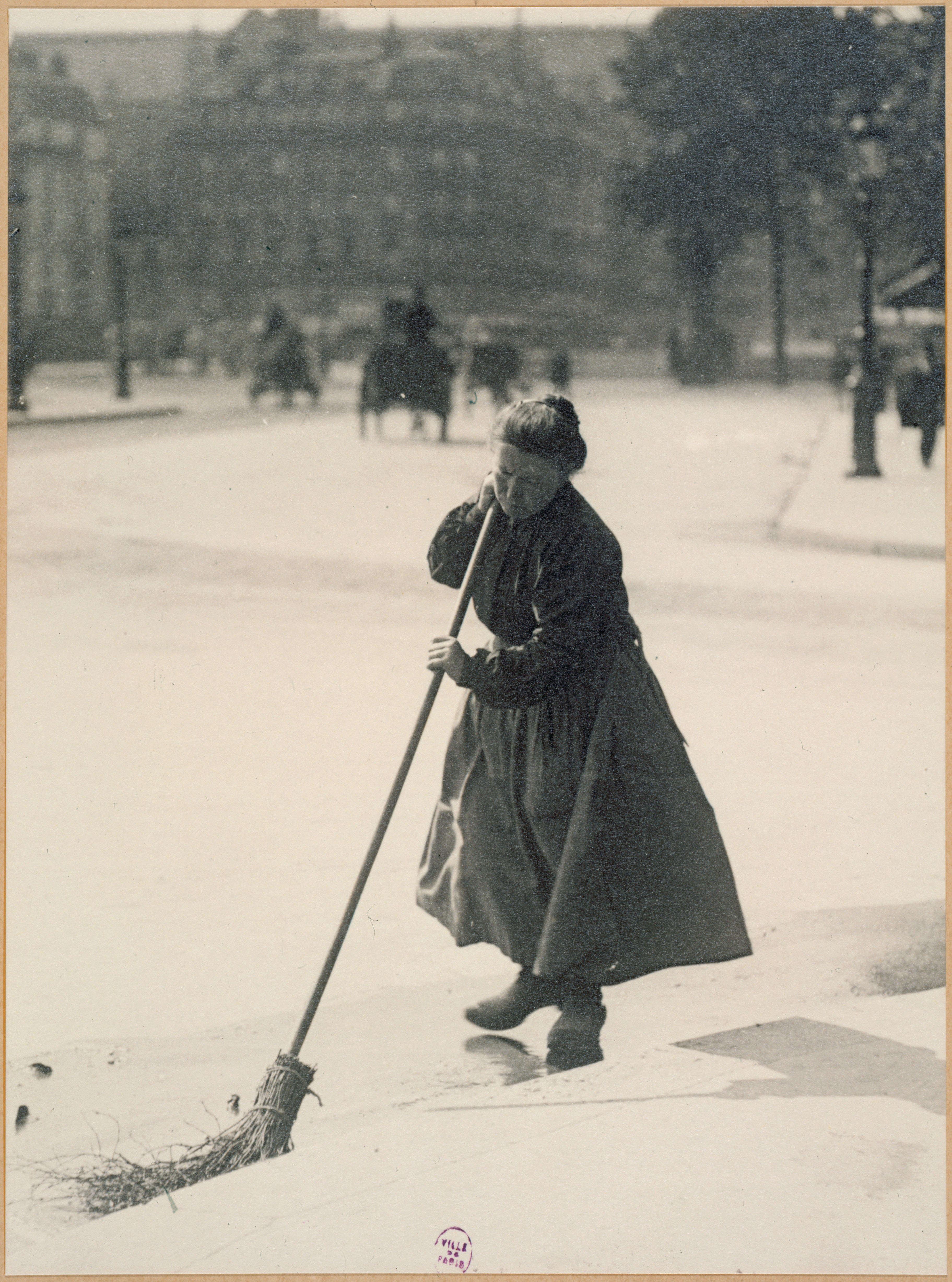
Balayeuse
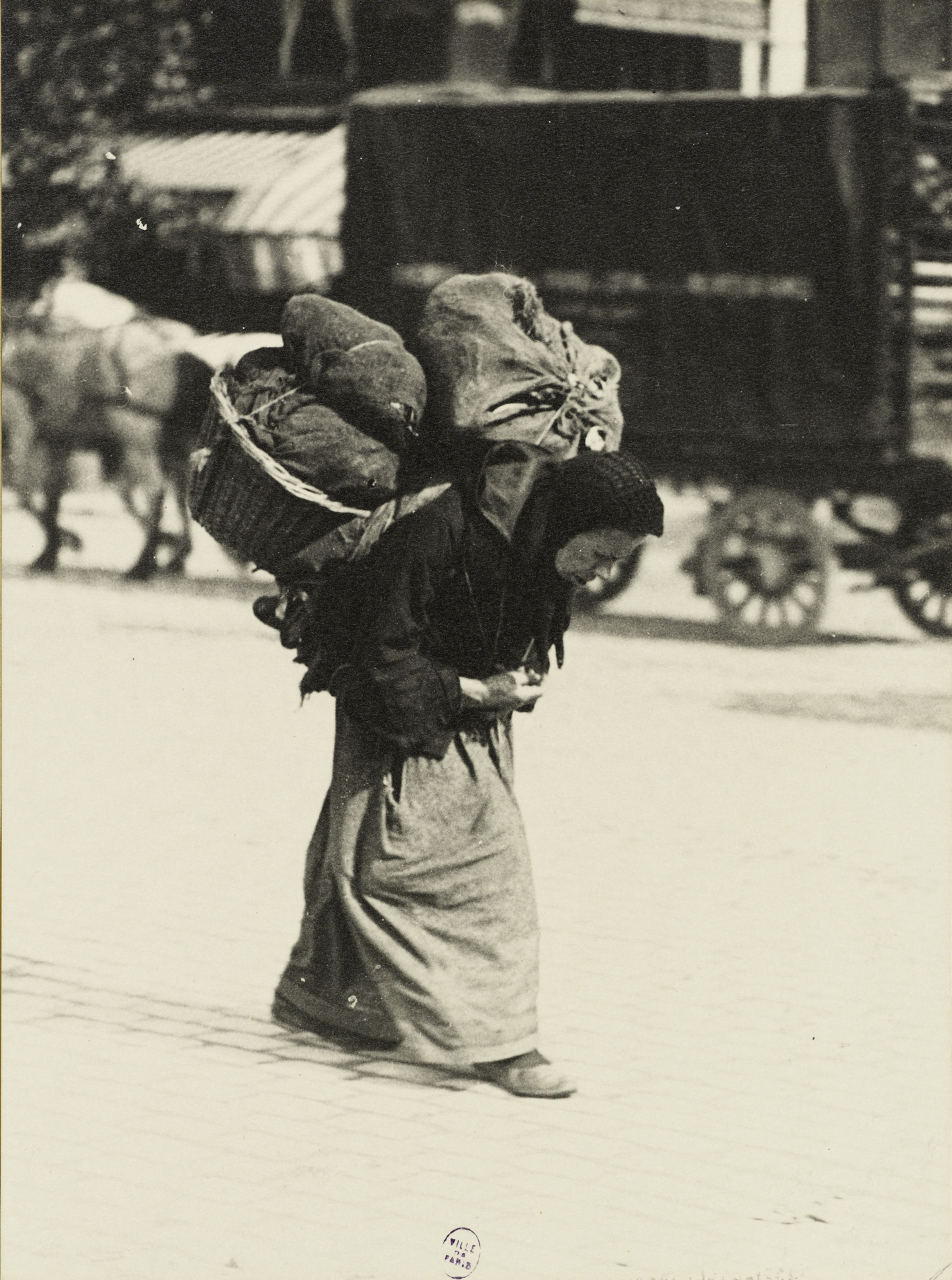
Chiffonière
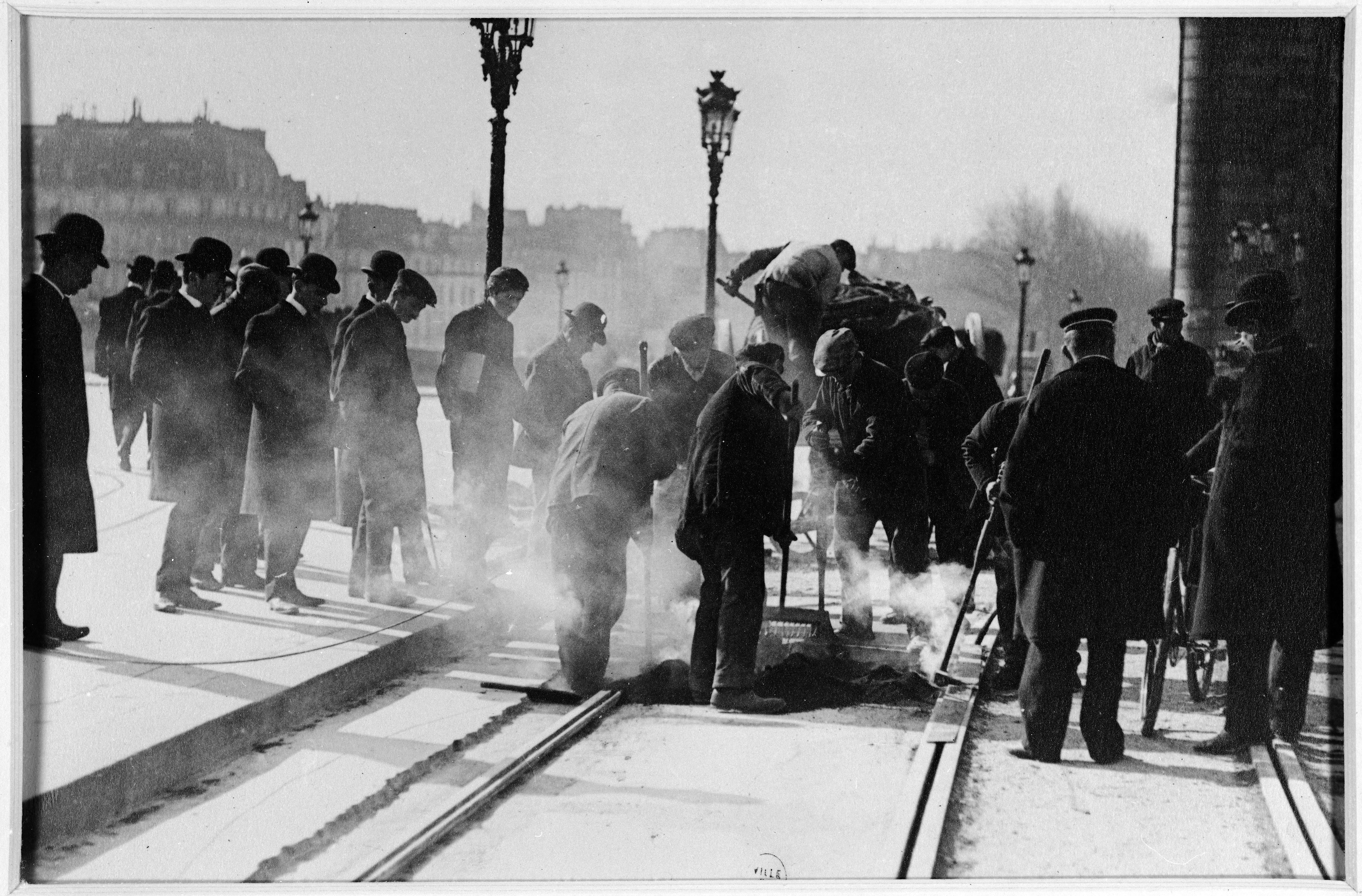
Goudronneurs